# Hilbertscher Basissatz
Der Hilbertsche Basissatz (nach David Hilbert) ist ein grundlegender Satz in der algebraischen Geometrie, er verbindet verschiedene Endlichkeitsbedingungen.
Dieser Artikel beschäftigt sich mit kommutativer Algebra. Insbesondere sind alle betrachteten Ringe kommutativ und haben ein Einselement. Für weitere Details siehe Kommutative Algebra.

## Formulierung
Der Hilbertsche Basissatz besagt in seiner allgemeinen Form: 
- Ist {\displaystyle A} ein noetherscher Ring, so ist jeder Polynomring {\displaystyle A[X_{1},\ldots ,X_{n}]} mit Koeffizienten in {\displaystyle A} noethersch.[2][3]

Da die Algebren endlichen Typs genau die Quotientenringe von Polynomringen sind, ist diese Aussage äquivalent zu:
- Ist {\displaystyle A} ein noetherscher Ring und {\displaystyle B} eine {\displaystyle A}-Algebra endlichen Typs, so ist auch {\displaystyle B} noethersch.

Die (bis auf den Sprachgebrauch) 1888 von Hilbert bewiesene Fassung behandelt den Spezialfall des Körpers:
- Der Polynomring {\displaystyle k[X_{1},\ldots ,X_{n}]} über einem Körper {\displaystyle k} ist noethersch.

## Folgerung
Eine wichtige Anwendung ist die folgende Aussage: Ist eine Teilmenge eines {\displaystyle k^{n}} für einen Körper {\displaystyle k} durch unendlich viele Polynomgleichungen beschrieben, so genügen bereits endlich viele von ihnen. 
Formaler: Sei {\displaystyle {\mathcal {F}}\subset k[X_{1},\ldots ,X_{n}]} eine beliebige Menge von Polynomen mit der Menge der gemeinsamen Nullstellen (auch Verschwindungsmenge von {\displaystyle {\mathcal {F}}} genannt):
{\displaystyle V=V({\mathcal {F}})=\{(x_{1},\ldots ,x_{n})\in k^{n};\,f(x_{1},\ldots ,x_{n})=0{\mbox{ für alle }}f\in {\mathcal {F}}\}}
Dann gibt es endlich viele {\displaystyle f_{1},\ldots ,f_{m}\in {\mathcal {F}}}, so dass gilt
{\displaystyle V=\{(x_{1},\ldots ,x_{n})\in k^{n};\,f_{i}(x_{1},\ldots ,x_{n})=0{\mbox{ für alle }}i=1,\ldots ,m\}}.
Dies ist der schwierigste Teil des Beweises der Aussage, dass die Zariski-Topologie eine Topologie ist.